# Чемберлен, Джордж Эрл
Джордж Эрл Чемберлен (англ. George Earle Chamberlain, 1 января 1854, Натчез, штат Миссисипи — 9 июля 1928, Норфолке, штат Виргиния) — американский политик, 11-й губернатор Орегона в 1903—1909 годах. Член Демократической партии.

## Биография

### Ранние годы
Джордж Эрл Чемберлен родился 1 января 1854 года в Натчезе, штат Миссисипи. Семья Чемберленов была одним из первых иммигрантов в Северную Америку из Англии. Его отец, доктор Чарльз Томсон Чемберлен, родился в Делавэре и учился в медицинской школе в Филадельфии, а затем в 1837 году переехал в небольшой южный город Натчез, привлеченный перспективами, открывавшимися там новому практикующему врачу.
Доктор Чемберлен довольно быстро расширил свою деятельность и наладил эффективное делопроизводство, которая позволила ему прилично содержать свою жену Памелию Х. Арчер из Мэриленда, и семью. Сама Памелия Арчер происходила из семьи пионеров, будучи внучкой конгрессмена из Мэриленда Джона Арчера (1741—1810), дочерью конгрессмена из Мэриленда Стивенсона Арчера-старшего (1786—1848) и сестрой конгрессмена из Мэриленда Стивенсона Арчера-младшего (1827—1898). Джордж Эрл Чемберлен был третьим ребенком пары.
Джордж посещал государственные школы в Натчезе, в 1870 году в возрасте 16 лет получив среднее образование. После окончания учебы он сначала два года проработал клерком в магазине товаров широкого потребления, а в 1872 году уехал в Университет Вашингтона и Ли. Чемберлен успешно закончил курс работы, в июле 1876 года получив двойную степень бакалавра искусств и бакалавра права. После окончания учебы в университете Джордж ненадолго вернулся домой в Натчез, но решил, что профессиональные перспективы на послевоенном Юге в лучшем случае маргинальны, и уехал в поисках новой жизни в Орегон, прибыв туда 6 декабря 1876 года.
Первой работой Чемберлена на западе была короткая и малооплачиваемая работа учителем в сельской школе в округе Линн, штат Орегон. В конце 1877 года он был назначен заместителем клерка округа Линн, оставаясь на этой должности до лета 1879 года. Тем временем он прошел коллегию адвокатов штата Орегон, что позволило ему заниматься юридической практикой в штате. В 1879 году Чемберлен женился на Салли Ньюман Уэлч, от которой у него было семеро детей. Он овдовел 26 мая 1925 года.
В 1878 году он Джордж в добровольческом ополчении круга Линн, сформированном для борьбы с воюющими племенами (банноки, шошоны и пайуты) в так называемой войне Банноков.

### Политическая карьера
В ноябре 1880 года, Чемберлен, будучи членом Демократической партии, баллотировался в Палату представителей штата Орегон, выиграв выборы на двухлетний срок.
В 1884 году Чемберлен был назначен окружным прокурором 3-го судебного округа Орегона. Его навыки на этой должности привлекли внимание губернатора-демократа Сильвестр Пеннойера, и когда в 1891 году законодательный орган штата учредил новую должность генерального прокурора Орегона, Чемберлен был назначен в мае первым, кто занял эту должность. Осенью он баллотировался на этот пост, победив на избирательных участках, несмотря на то что был кандидатом от партии меньшинства в штате. Чемберлен оставался Генеральным прокурором Орегона до января 1895 года, после истечения срока его полномочий. На протяжении 58 лет он был единственным демократом, занимавшим этот пост, до тех пор, пока в 1952 году не был избран демократ Роберт Й. Торнтон.
Покинув должность генерального прокурора, Чемберлен занялся банковским бизнесом, заняв позиции в Первом национальном банке, а затем в Национальном банке округа Линн в своем новом родном городе Олбани.
Затем Чемберлен переехал на север, в Портленд, и в 1900 году баллотировался на пост окружного прокурора округа Малтнома. Он получил более 1000 голосов, несмотря на то что в округе республиканское большинство составляло 4000 человек. Это снова привлекло внимание общественности к Чемберлену из-за того, что он начал работать в офисе по всему штату.

### Губернатор Орегона
В 1902 году Демократическая партия Орегона выдвинула его на пост губернатора путем одобрения на съезде партии. Чемберлен был избран губернатором в результате жестких выборов всего 256 голосами, и это в штате, который предоставил республиканцам на 15 000 голосов больше на параллельных выборах в Конгресс.
Чтобы обеспечить поддержку своему офису в традиционно республиканском Орегоне, Чемберлену пришлось заручиться поддержкой по партийным линиям. Соответственно, в 1902 году он баллотировался на пост губернатора как своего рода прогрессивный демократ, выступающий против истеблишмента. Избиратели Орегона считали Чемберлена ведущим прогрессивным деятелем, что и предопределило его успех на выборах. Чемберлен был переизбран в 1906 году, оставив свой пост после избрания в Сенат.

### Сенатор США
В 1908 году он был избран в Сенат США от демократов; был переизбран в 1914 году и занимал данную должность с 4 марта 1909 года по 4 марта 1921 года. Он потерпел поражение на переизбрание в Сенат в 1920 году; будучи сенатором, он был председателем Комитета по геологической разведке (62-й Конгресс) и членом Комитета по военным делам (с 63-го по 65-й конгрессы), Комитета по общественным землям (63-й Конгресс) и Комитет по расходам военного ведомства (66-й Конгресс).
Законопроект Чемберлена о военной готовности 1918 года, который он написал, носит его имя.

## Смерть и наследие
С 1921 по 1923 год был членом Совета судоходства США и занимался юридической практикой в Вашингтоне, округ Колумбия.
12 июля 1926 года Чемберлен женился на своей давней личной секретарше Кэролайн Б. Шелтон в Норфолке, штат Виргиния.
Чемберлен умер 9 июля 1928 года, похоронен на Арлингтонском национальном кладбище.